# 男性モデル一覧
男性モデル一覧は、日本のファッションモデルの男性モデル五十音順一覧。Category:ファッションモデル、女性モデル一覧も参照。

## 日本
Category:日本のファッションモデルも参照のこと。

### あ行
- IVAN
- 相葉健次
- アソブ
- 阿部寛
- 敦士
- アベユウキ
- ARATA
- アレクサンダー（ENRiKE）
- ALEX
- 石黒莞士
- 伊勢谷友介
- 井田篤
- 市野世龍
- 井手大介
- 岩永徹也
- 梅田直樹
- 大石一聡
- 大沢たかお
- 大柴裕介
- 大村渓
- 岡田光
- 岡本竜汰

### か行
- 風間トオル
- 春日潤也
- 加勢大周
- 勝哲也
- 加藤雅也
- 北村栄基
- 君嶋麻耶
- 木村信
- 木村東吉
- 桐島ローランド
- 草刈正雄
- 工藤蓮
- 久保田将至（久保田裕之）
- 桑田尚樹
- 啓周ロベルト
- 京泉智士
- KEVIN
- KEN
- 源
- 虎牙光揮
- 兼崎健太郎

### さ行
- 斎藤工（TAKUMI）
- 坂本エンリケ（ENRIQUE）
- 佐藤歩
- 佐保祐樹
- 汐崎アイル（IRE）
- 渋川清彦（KEE）
- 嶋恭輔（恭輔）
- ジュニア
- 寿里（JURI）
- ジュリアン
- JUN
- Shogo
- JOY
- 尚玄
- ジョシュア
- 杉山ハリー
- 鈴木一真
- ZOЁ
- 斉藤竜二

### た行
- 大東俊介
- 田島真也
- タツヤ・レイシー
- 田中智
- 田中博之
- ダニエル
- 谷原章介
- 団次郎
- 千葉雄大
- 筒井心一
- 寺本成位
- DEAN
- ディエゴ
- デイビッド

### な行
- ナガセケイ
- 名高達男
- 中村悠斗
- 中村讓

### は行
- PATRICIO
- 畑信也
- 勇人
- 速水もこみち（表もこみち）
- 原田淳史
- ハレルヤ(今野晴也・HALLELUJHA）
- 日比野玲
- 東出昌大
- 東和田岳張
- 引地敬澄
- 蟇目良
- 平山祐介
- 深水元基（元樹）
- 藤本博人
- 福山正和
- ブライアン・ウォルターズ
- 本多章一
- FLAVIO

### ま行
- マーク・パンサー
- 松坂桃李
- 丸山智己
- ミカエル
- 水嶋ヒロ
- 宮城健太郎
- 村田充
- 元康
- 森豪士
- 森靖隆

### や行
- 安田慎吾
- 矢澤隼斗
- 栁俊太郎
- 山口純
- ユージ
- 結城輝
- 湯木優輝
- YONJI
- YOH
- 陽生
- 洋介
- 吉田栄作
- 吉田友一

### ら行
- ラファエル
- 竜童
- 龍弥
- RYO
- LYOKI
- リョーマ
- LUKE
- REI
- レイ
- Remi
- REN

### 女性モデル
女性モデル一覧を参照のこと。

## 日本以外
日本以外のモデルは、Category:各国のモデルで国別に分類してある。